# 天主教蓬塞教區
天主教蓬塞教區（拉丁語：Dioecesis Poncensis）是波多黎各一個羅馬天主教教區，屬波多黎各的聖胡安總教區。
教區成立於1924年11月21日，位於波多黎各南部，2004年有教友474,959人（佔轄區總人口80.0%）、四十二個堂區、126名司鐸。現任教區主教為菲利克斯·拉匝祿·馬丁內斯。